# 希勤满族乡
希勤满族乡是中华人民共和国黑龙江省哈尔滨市双城区下辖的一个民族乡，位于双城区西，西临韩甸镇，东与同心满族乡接壤，南接兰棱镇、金城乡。

## 行政区划
希勤满族乡下辖以下村级行政区划单位：
爱新村、爱勤村、爱贤村、爱德村、爱业村、爱兴村、爱富村和爱强村。